# Sidi Haj M'Hamed
Sidi Haj M'Hamed (àrab سيدي الحاج امحمد) és una comuna rural de la província de Taounate de la regió de Fes-Meknès. Segons el cens de 2014 tenia una població total de 9.326 persones.